# Eriocaulon polhillii
Eriocaulon polhillii är en gräsväxtart som beskrevs av Sylvia Mabel Phillips. Eriocaulon polhillii ingår i släktet Eriocaulon och familjen Eriocaulaceae.
Artens utbredningsområde är Tanzania. Inga underarter finns listade i Catalogue of Life.